# Nationaal park Fundy
Het Nationaal park Fundy (Engels: Fundy National Park) is een nationaal park in Canada. Het ligt aan de Fundybaai, in de provincie New Brunswick. Het park werd opgericht in 1948. Met een oppervlakte van 206 km² is het een van de kleinere nationale parken in Canada. Het park wordt beheerd door Parks Canada.

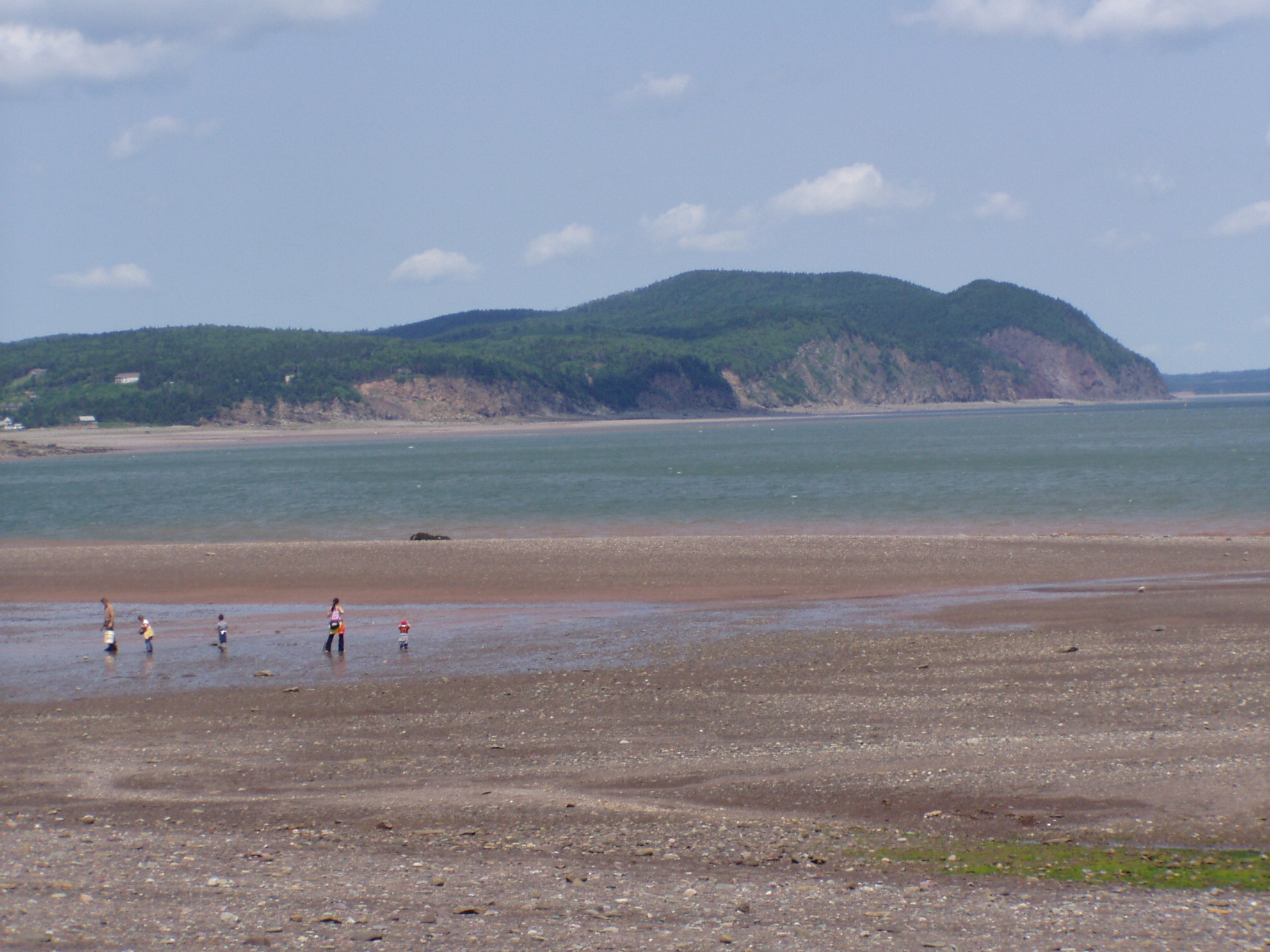
Alma Beach bij laagwater
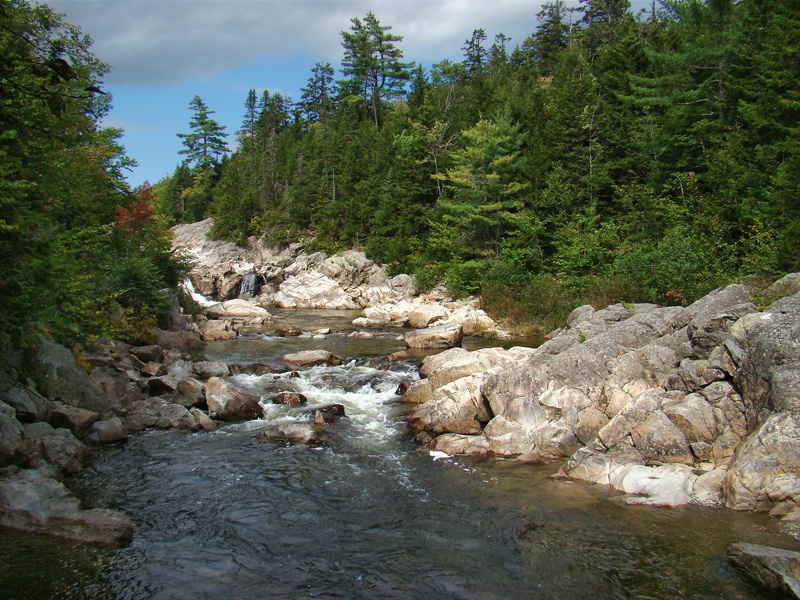
De Moosehorn Trail